# Komarov (cráter)

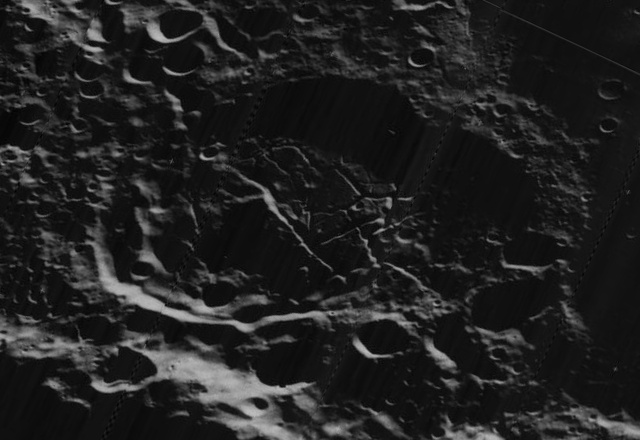
Imagen oblicua de la misión Lunar Orbiter 5

Komarov es un cráter de impacto que se encuentra  sobre el borde sureste del Mare Moscoviense, en el hemisferio norte de la cara oculta de la Luna. Es un elemento complejo, con un aspecto irregular.
|  |  |
|  |  |

El borde norte de Komarov presenta un abultamiento hacia el mar lunar, dándole forma de pera. Las regiones alrededor de los bordes noreste y sur son rugosas y desiguales, y el suelo del cráter ha resurgido por los flujos de lava, que han sumergido completamente el tercio occidental. Esta superficie está marcada por un patrón de múltiples grietas que discurren principalmente en una dirección norte-sur, que recuerdan un lecho de lodo cuando se seca. En el interior del borde este se halla una hendidura que se curva con el borde interior. El brocal en su lado noroeste presenta una rampa exterior, desde la que  desciende a la llanura del mar vecino.
El cráter lleva el nombre del cosmonauta soviético Vladímir Komarov (1927-1967).